# 피터 칼 파베르제

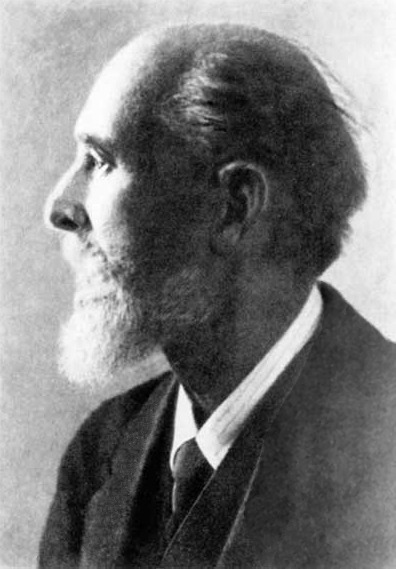

피터 칼 파베르제(본명: 칼 구스타보비치 파베르제, 러시아어: Пе́тер Карл Гу́ставович Фаберже́, 로마자 표기: Peter Karl Gustavovich Faberzhe; 1846년 5월 30일 [OS 5월 18일] 1846년 – 1920년 9월 24일)는 유명한 파베르제 달걀로 가장 잘 알려진 러시아의 보석상이었다. 진짜 부활절 달걀 스타일로 만들어졌지만, 평범한 재료보다는 귀금속과 보석을 사용했다. 그는 유명한 보석 유산인 파베르제 가문(House of Fabergé) 창립자의 아들 중 한 명이었다.